# Amphidesmus robustus
Amphidesmus robustus är en skalbaggsart som beskrevs av Aurivillius 1925. Amphidesmus robustus ingår i släktet Amphidesmus och familjen långhorningar. Inga underarter finns listade i Catalogue of Life.